# أماتوس من مونتيكاسينو

أماتوس مونتيكاسينو (باللاتينية: Amatus Casinensis) هو راهب بينديكتي من دير مونتي كاسينو، وهو أحد ثلاثة مؤرخين نورمان إيطاليين، حيث الآخران هما ويليام من بوليا ومالاتيرا غوفريدو. كتاب تاريخ النورمان الذي يقع في ثمانية كتب مكتوبة أصلًا باللاتينية، ولكن الإصدار الذي حوفظ عليه هو بالفرنسية القديمة. يعد هذا الكتاب المصدر الرئيسي لاسترجاع تاريخ النورمان في البحر المتوسط، من وجهة نظر الدير الكبير والذي كان أحد أهم المراكز الثقافية والدينية للمسيحية في القرن الحادي عشر.